# کریمخانار
کریمخانار (به لاتین: Kerimkhanar) یک منطقهٔ مسکونی در روسیه است که در شهرستان دوکوزپارینسکی واقع شده‌است.